# SC Buntekuh
Der Sportclub Buntekuh e. V., kurz SC Buntekuh oder einfach nur SCB, ist ein Sportverein aus dem Lübecker Stadtteil Buntekuh. Der Verein wurde durch seine Frauen-Handballmannschaft bekannt, die innerhalb von neun Jahren von der Kreisliga bis in die Bundesliga aufstieg.

## Handballabteilung
Die Lübeckerinnen stiegen 1994 in die Bezirksklasse auf und schafften den Durchmarsch in die Bezirksliga. Der SC Buntekuh wurde zugleich Meister in der Bezirksliga, scheiterte jedoch in der Aufstiegsrunde zur Oberliga. In der folgenden Saison bewältigten sie erfolgreich die Hürde Aufstiegsrunde und stiegen folglich in die Oberliga auf. Zwei Jahre später stieg der SC durch die Oberligameisterschaft in die Regionalliga auf.
2001 wurde der SC Buntekuh zweitklassig und gewann in der ersten Saison gleich die Vizemeisterschaft. In der darauf folgenden Saison stiegen die Lübeckerinnen in die Bundesliga auf, in der sie sich jedoch nicht halten konnten. In der anschließenden Zweitligasaison belegte der SC den letzten Platz. Nach weiteren Abstiegen und dem Rückzug der Mannschaft aus Mangel an Spielerinnen trat der SC in der Saison 2008/09 in der Kreisliga an und schaffte den Aufstieg in die Kreisoberliga, wo die Damenmannschaft bis zum Saisonende 2013/14 antrat. Anschließend spielte der SC Buntekuh wieder in der Kreisliga. Ab der Saison 2022/23 trat die Damenmannschaft in der Süd/Ostsee-Liga an. 2024 stieg die Damenmannschaft in die Kreisliga ab.